# Nokia N72
Nokia N72 là một chiếc điện thoại di động mệnh danh điện thoại thông minh (smartphone), là một sản phẩm của Nokia. Ra mắt 25 tháng 8 năm 2006. Khi ra mắt, Nokia N72 chạy trên hệ điều hành Symbian S60v2 OS 8.1a với giao diện phiên bản (UI) 2.8. Chiếc điện thoại này mang những đặc tính của các smartphone Nokia Symbian lẫn của giao diện phiên bản 2 (Symbian OS, Series 60 UI).

## Đặc điểm
- Hệ điều hành Symbian series phiên bản 8.1 (Symbian OS 8.1a, Series 60 UI 2.8, FP3)
- Máy ảnh số 2.0 Megapixels, 1600x1200 pixels, quay video, có đèn flash
- Chơi nhạc MP3/AAC/MPEG4
- Bluetooth
- Thẻ nhớ ngoài DV-RS-MMC
- Nghe đài FM Radio
- Trình duyệt WAP 2.0/xHTML, HTML
- EDGE: Class 10, 236.8 kbps
- Java MIDP 2.0; CLCD 1.0
- Tính năng bộ đàm
- Từ điển T9
- Ghi âm, quay số bằng giọng nói
- Các tính năng quản lý thông tin cá nhân: lịch, công việc, in ấn...
- Tích hợp loa ngoài

## Thông số cấu hình
| Feature                         | Specification                                                                            |
| ------------------------------- | ---------------------------------------------------------------------------------------- |
| Dạng máy                        | Candybar ("Monoblock")                                                                   |
| Hệ điều hành                    | Symbian OS (8.1a), S60 Second Edition Feature Pack 3 (v2.8)                              |
| Bộ xử lý                        | TI OMAP 1710, ARM9 32-bit RISC CPU @ 220 MHz                                             |
| Ram (RAM)                       | 53 MB                                                                                    |
| Bộ nhớ trong (PHONE MEMORY)     | 20 MB                                                                                    |
| Băng tần GSM                    | 900/1800/1900 MHz                                                                        |
| GPRS                            | Yes, class 10                                                                            |
| EDGE (EGPRS)                    | Có, class 10, 236.8 kbit/s                                                               |
| WCDMA                           | không hỗ trợ,                                                                            |
| Màn hình                        | TFT Matrix, 262,144 colour                                                               |
| Flash                           | Có                                                                                       |
| Khả năng quay phim              | 15 khung hình/giây                                                                       |
| Định dạng video                 | H.263, MPEG-4                                                                            |
| Phân giải video tối đa          | 352 × 288                                                                                |
| Định dạng chụp ảnh              | JPEG                                                                                     |
| Hỗ trợ các tệp đồ họa           | BMP, Exif, GIF87a, GIF89a, JPEG, JPEG 2000, PNG, WBMP                                    |
| Tin nhắn                        | MMS+SMIL (đa phương tiện), SMS (văn bản)                                                 |
| Dạng email được hỗ trợ          | IMAP4, POP3, SMTP                                                                        |
| Dạng file văn phòng được hỗ trợ | Excel, PDF, Powerpoint, Word                                                             |
| Định dạng âm thanh              | AAC, AAC+, AMR-NB, eAAC+, MIDI Tones (poly 64), MP3, RealAudio 7, 8, 10, True tones, WAV |